# Raffaele Mauro Petriccione
Raffaele Mauro Petriccione (auch Mauro Raffaele Petriccione und Raffaele Petriccione; * 1957 in Tarent; † 23. August 2022 in Hamburg) war ein italienischer EU-Beamter. Er war von März 2018 bis zu seinem Tod Generaldirektor der Generaldirektion Klimapolitik.

## Leben
Petriccione studierte Jura an der Universität Bari mit Abschluss 1982. Nach einer kurzen Forschungszeit an derselben Universität wechselte er 1984 nach London, zunächst als Forschungsstipendiat am Institute of Advanced Legal Studies und dann als Postgraduiertenstudent an der London School of Economics. Er erhielt 1986 einen LL.M. von der University of London. Im September 1987 trat er in den Dienst der Europäischen Kommission. Er bearbeitete hier zahlreiche Aufgaben im Bereich der Handelspolitik. Von 2014 bis Anfang 2018 war er stellvertretender Generaldirektor der Generaldirektion Handel (GD TRADE).